# 해방 (영화)
《해방》(영어: Emancipation)은 2022년 개봉한 미국의 역사 액션 스릴러 영화이다. 1860년대에 에이브러햄 링컨 대통령이 아메리카 연합국 가입주의 노예제 종식을 선언하는 노예 해방 선언을 발표한 후 강제 노동 현장에서 도망쳐 배턴루지로 향하는 흑인 노예의 이야기를 그린다. 주인공 '피터'는 1863년 하퍼스 위클리에 공개된 흑인 노예의 사진에 기초했으며, 이 사진은 일명 '채찍질 당한 피터'(Whipped Peter)로 알려지면서 노예제 반대 여론을 높이는 데 크게 기여했다. 앤트완 퓨콰 감독이 연출하고, 윌 스미스가 주인공 '피터'를 연기한다.

## 줄거리
1863년 루이지애나주 어채펄라이아강 인근 면화 플랜테이션에서 살던 피터는 아내, 아이들과 함께 단란한 시간을 보내던 중 백인들에게 끌려가게 되자 반드시 돌아오겠다고 약속한다. 이송된 피터는 루이지애나주 클린턴 철로 건설 작업에 투입된다. 노예들은 가혹한 학대에 시달리고, 피터는 절망 속에서도 신앙을 잃지 말라고 동료들을 격려한다.
어느 날 피터는 다른 노예들과 함께 백인들에게 반격하며 탈출을 감행한다. 추격자들과 사나운 개들을 피해 도망치던 중 일부는 붙잡히거나 죽임을 당하고, 피터는 홀로 살아남아 필사적으로 도망친다. 피터는 여러 차례 위기를 겪지만 가까스로 포위망을 빠져나간다. 배턴루지에 거의 다다랐을 때 추격대장 파슬에게 발각되어 죽을 위기에 처하지만, 루이지애나 원주민 수비대의 흑인 병사 도움으로 목숨을 건진다.
병원에서 회복하던 피터는 자신의 처참한 등 사진이 노예제 폐지를 위한 증거로 세상에 공개될 것이라는 사실을 알게 된다. 이후 그는 가족을 해방시키기 위해 군에 입대한다. 남부 연합군과의 전투에서 승리한 피터는 여러 농장을 돌아다니며 노예들을 해방시키고, 마침내 아내와 아이들과 재회한다. 영화는 링컨의 노예 해방 선언으로 1865년까지 400만 명이 넘는 노예가 해방되었다는 자막으로 끝을 맺는다.

## 출연
- 윌 스미스 - 피터 역
- 벤 포스터 - 노예 사냥꾼 파슬 역
- 샤메인 빙와 - 도디엔 역
- 제이슨 워너 스미스 - 존 라이언스 대위 역
- 스티븐 오그 - 하워드 하사 역
- 그랜트 하비 - 리즈 역
- 길버트 오워 - 고든 역
- 마이클 루와이에이 - 존 역
- 저바 루이스 - 토머스 역
- 로니 진 블레빈스 - 해링턴 역
- 에런 모튼 - 놀스 역
- 이마니 풀럼 - 베치 역
- 무스타파 셔키어 - 안드레이 카이우 대위 역
- 폴 벤빅터 - G. 홀스테드 소령 역
- 데이비드 덴먼 - 윌리엄 드와이트 주니어 장군 역

## 개봉
애플은 이 작품을 아카데미상에 주요 작품으로 출품하려 했으나, 윌 스미스의 크리스 록 폭행 사건이 벌어진 이후 공개 일정까지 뒤로 밀리게 되었다.